# EFA Champions Cup der Frauen
Der EFA Champions Cup der Frauen (bis und mit 2015; Europacup) wird seit 1993 auf dem Feld und 1994 in der Halle durchgeführt. Seit 2016 ist die European Fistball Association (EFA) der durchführende Verband dieser Faustball-Veranstaltung.

## Champions Cup Feld

### Teilnehmer
Am Champions Cup der Frauen auf dem Feld nehmen die Landesmeister des Vorjahres der europäischen IFA-Mitgliedsverbände sowie der Champions-Cup-Sieger des Vorjahres teil. Zusätzlich sind die Vizemeister oder Cupsieger der drei an der letzten Weltmeisterschaft bestplatzierten europäischen Mitgliedsverbände teilnahmeberechtigt.

### Austragungen
| #   | Jahr | Ort            | Gold                   | Silber                 | Bronze                 |
| --- | ---- | -------------- | ---------------------- | ---------------------- | ---------------------- |
| 1.  | 1993 | Stechovice,    | TV Scheidt             | SK Vöst Linz           | ASC Prague             |
| 2.  | 1994 | Saarbrücken    | TV Scheidt             | TV Jahn Schneverdingen | ASKÖ Laakirchen        |
| 3.  | 1995 | Linz           | TV Scheidt             | TV Jahn Schneverdingen | ASKÖ Laakirchen        |
| 4.  | 1996 | Schaffhausen   | TV Jahn Schneverdingen | SK Vöst Linz           | TV Scheidt             |
| 5.  | 1997 | Kirchenlamitz  | TPSG Köln              | TV Jahn Schneverdingen | SK Union Arnreit       |
| 6.  | 1998 | Linz           | TPSG Köln              | TV Jahn Schneverdingen | SK Vöst Linz           |
| 7.  | 1999 | Embrach        | Blumenthaler TV        | SK Union Arnreit       | STV Embrach            |
| 8.  | 2000 | Bürgstadt      | TV Voerde              | SK Union Arnreit       | TV Jahn Schneverdingen |
| 9.  | 2001 | Arnreit        | TV Jahn Schneverdingen | SK Union Arnreit       | TV Voerde              |
| 10. | 2002 | Embrach        | USV Raika Zwettl       | TV Jahn Schneverdingen | Ahlhorner SV           |
| 11. | 2003 | Blumenthal     | Ahlhorner SV           | TV Jahn Schneverdingen | SK Union Arnreit       |
| 12. | 2004 | Zwettl         | TV Voerde              | SU Raika Zwettl        | Ahlhorner SV           |
| 13. | 2005 | Jona           | Ahlhorner SV           | STV FBS Schlieren      | TV Voerde              |
| 14. | 2006 | Schneverdingen | TV Jahn Schneverdingen | Ahlhorner SV           | SU Raika Zwettl        |
| 15. | 2007 | Arnreit        | Ahlhorner SV           | SU Arnreit             | FBS Schlieren          |
| 16. | 2008 | Neusiedl       | Ahlhorner SV           | SU Arnreit             | SV Moslesfehn          |
| 17. | 2009 | Embrach        | SU Arnreit             | SV Moslesfehn          | Ahlhorner SV           |
| 18. | 2010 | Lana           | SU Arnreit             | Ahlhorner SV           | Linz-Urfahr            |
| 19. | 2011 | Arnreit        | SU Arnreit             | Ahlhorner SV           | Linz-Urfahr            |
| 20. | 2012 | Berlin         | Ahlhorner SV           | SU Arnreit             | ÖTB Neusiedl/Zaya      |
| 21. | 2013 | Kremsmünster   | SU Arnreit             | Ahlhorner SV           | TV Jahn Schneverdingen |
| 22. | 2014 | Linz           | Union Arnreit          | TV Jahn Schneverdingen | FBC ASKÖ Urfahr        |
| 23. | 2015 | Dennach        | TSV Dennach            | TSV Jona               | FSC Wels 08            |
| 24. | 2016 | Jona           | TSV Dennach            | TSV Jona               | SV Moslesfehn          |
| 25. | 2017 | Jona           | TSV Dennach            | Ahlhorner SV           | FBC Linz-Urfahr        |
| 26. | 2018 | Schneverdingen | TSV Dennach            | TV Jahn Schneverdingen | Ahlhorner SV           |
| 27. | 2019 | Laakirchen     | TSV Dennach            | Union Nussbach         | Ahlhorner SV           |
|     | 2022 | Widnau         |                        |                        |                        |

## Champions Cup Halle

### Teilnehmer
Am Champions Cup der Frauen in der Halle nehmen die Landesmeister des Vorjahres der drei an der letzten Weltmeisterschaft bestplatzierten europäischen Mitgliedsverbände teil. Als viertes Team ist der Champions-Cup-Sieger des Vorjahres qualifiziert.